# توران سیفیوغلو
توران سیفیوغلو (انگلیسی: Turan Seyfioğlu؛  ۱۹۲۱ – ۱۸ اوت ۱۹۶۱) بازیگر اهل ترکیه بود.